# Høje-Taastrup Kommune
Høje-Taastrup Kommune er en kommune under Region Hovedstaden, før 2007 Københavns Amt. Den blev ikke omfattet af sammenlægninger ved strukturreformen i 2007.

## Kommunalreformen
Kommunen var stor nok til ikke at blive lagt sammen med andre kommuner ved kommunalreformen i 1970. Men den fik overført områder fra fire andre kommuner:
- Reerslev Sogn med byen Reerslev. Sognet var en del af Reerslev-Vindinge sognekommune, der havde 1.873 indbyggere. Vindinge Sogn med byen Vindinge kom til Roskilde Kommune (1970-2006).
- Det meste af Fløng Sogn med byen Fløng og landsbyerne Soderup og Marbjerg. Hvedstrup-Fløng sognekommune med 3.170 indbyggere blev delt, så Hvedstrup Sogn kom til Gundsø Kommune og resten af Fløng Sogn kom til Roskilde Kommune.
- Fløng Hede og en del af Store Hede fra Roskilde Kommune.
- 3 matrikler og 8 dele af større matrikler i Torslunde Sogn (Torslunde-Ishøj Kommune).

1. april 1974 blev nabokommunen Sengeløse indlemmet i Høje-Taastrup Kommune:
| Kommune       | Folketal 1. januar 1970 | Byer                             |
| ------------- | ----------------------- | -------------------------------- |
| Høje-Taastrup | 25.036                  | Taastrup, Hedehusene og Reerslev |
| Sengeløse     | 1.946                   | Sengeløse og Vridsløsemagle      |
| I alt         | 26.982                  |                                  |

## Byer
| Kommunens byer |                |                   |
| Nr             | By             | Indbyggere (2022) |
| 1              | Taastrup       | 35.238            |
| 2              | Hedehusene     | 13.663            |
| 3              | Sengeløse      | 1.491             |
| 4              | Reerslev       | 696               |
| 5              | Vridsløsemagle | 268               |

### Nabokommuner
- Albertslund
- Brøndby
- Ishøj
- Greve
- Egedal
- Roskilde

## Natur og rekreative områder
Høje-Taastrup Kommune er en af hovedstadsområdets største og mest grønne kommuner. Omkring 2/3 af kommunen er skov, eng, mark og søer. Der ligger fx Vestskoven, Snubbekorsskoven, Sejbjerg Mose og Hakkemosen, og der er flere fredede naturområder som Vasby Mose, Sengeløse Mose, Tyske Mose og Porsemose. Moserne er EU-habitat-områder for at beskytte dyre- og planteliv som den spidssnudede frø og den sjældne pungmejse. Her ligger også Hedeland, som er 15 kvadratkilometer stort natur- og fritidsområde med søer, ridestier og mountainbikestier, skibakke og et amfiteater med plads til 3.500, hvor der hvert år bliver opført friluftopera.

## Byudvikling
Der er god adgang til og fra kommunen via motorveje, regionale tog, Intercity og S-tog. Der bor ca. 50.000 i Høje-Taastrup, og indbyggertallet stiger. Flere store byudviklingsprojekter er i gang, bl.a. Nærheden i Hedehusene, hvor der bliver bygget boliger til ca. 8000 mennesker. Boligerne varierer, så man både kan eje eller leje; der vil være lavt etagebyggeri, rækkehuse og villaer. I Nærheden ligger et springcenter, og i partnerskab med bl.a. LEGO Education opfører kommunen en ny skole, Læringshuset Nærheden. Skolen er klar i april 2021. Derudover er kommunen i gang med at byudvikle området ved Høje Taastrup Station og City2 i form af boliger, erhverv og et centralt parkstrøg. Områdets fjernvarme får en lille del af sin energi fra varmepumper der opvarmes fra datacentre. Kommunen meldte i april 2022 at alle kommunens naturgasfyr kan omlægges til fjernvarme senest i 2025.

## Virksomheder og erhverv
Kommunen har mange virksomheder indenfor bl.a. finans og forsikring, IT og logistik og transport. Samtidig ligger der også en hel del små og mellemstore håndværks- og produktionsvirksomheder. Flere af dem, der ligger i kommunen er vokset, og derudover er en del virksomheder flyttet til. Der er således skabt ca. 9000 flere arbejdspladser i de seneste år i kommunen. Omkring 27.000 mennesker pendler hver dag til de mange arbejdspladser i Høje-Taastrup Kommune. Høje-Taastrup Kommune har i flere år været kåret som den mest erhvervsvenlige kommune i hovedstadsområdet ifølge Dansk Industris årlige analyse af erhvervsklimaet. 

## Politik

### Mandatfordeling
| 4 | 5 |

| 9 |

| 4 | 5 |

| 9 |

| 5 | 2 | 4 |

| 11 |

| 4 | 2 | 5 |

| 11 |

| 4 | 1 | 3 | 3 |

| 11 |

| 5 | 1 | 3 | 2 |

| 11 |

| 5 | 1 | 3 | 2 |

| 11 |

| 6 | 1 | 2 | 2 |

| 11 |

| 6 | 1 | 3 | 1 |

| 11 |

| 6 | 5 |

| 11 |

| 6 | 3 | 2 |

| 10 |

| 6 | 1 | 2 | 2 |

| 10 |

| 6 | 1 | 2 | 2 |

| 11 |

| 5 | 3 | 1 | 2 |

| 10 |

| 5 | 5 | 1 |

| 9 | 2 |

| 8 | 1 | 7 | 1 |

| 14 | 3 |

| 7 | 1 | 9 | 1 | 1 | 1 | 1 |

| 15 | 6 |

| 8 | 1 | 9 | 1 | 1 | 1 |

| 15 | 6 |

| 6 | 1 | 8 | 2 | 1 | 3 |

| 13 | 8 |

| 7 | 1 | 8 | 3 | 1 | 1 |

| 15 | 6 |

| 8 | 7 | 1 | 3 | 1 | 1 |

| 15 | 6 |

| 9 | 5 | 2 | 4 | 1 |

| 14 | 7 |

| 9 | 5 | 1 | 2 | 3 | 1 |

| 13 | 8 |

| 11 | 3 | 1 | 2 | 4 |

| 15 | 6 |

| 9 | 1 | 4 | 1 | 2 | 4 |

| 14 | 7 |

| 7 | 1 | 9 | 2 | 1 | 1 |

| 16 | 5 |

| 7 | 9 | 1 | 2 | 1 | 1 |

| 17 | 4 |

| 5 | 1 | 12 | 1 | 1 | 1 |

| 13 | 8 |

| 6 | 1 | 11 | 1 | 1 | 1 |

| 12 | 9 |

| 6 | 1 | 11 | 1 | 1 | 1 |

| 13 | 8 |

### Byråd 2022-2025
| Navn                         | Parti                                     |
| ---------------------------- | ----------------------------------------- |
| Michael Ziegler (Borgmester) | Det Konservative Folkeparti - 11 mandater |
| Kurt Scheelsbeck             | Det Konservative Folkeparti - 11 mandater |
| Merete Scheelsbeck           | Det Konservative Folkeparti - 11 mandater |
| Turan Akbulut                | Det Konservative Folkeparti - 11 mandater |
| Toke Elling                  | Det Konservative Folkeparti - 11 mandater |
| Marjan Ganjjou               | Det Konservative Folkeparti - 11 mandater |
| Maj-Britt Hartvig            | Det Konservative Folkeparti - 11 mandater |
| Mikael Emanuel               | Det Konservative Folkeparti - 11 mandater |
| Henrik Torning               | Det Konservative Folkeparti - 11 mandater |
| Jeanette Ingemann            | Det Konservative Folkeparti - 11 mandater |
| Melis Aydin                  | Det Konservative Folkeparti - 11 mandater |
| Peter Faarbæk                | Socialdemokratiet - 6 mandater            |
| Anne Mette Bak               | Socialdemokratiet - 6 mandater            |
| Hugo Hammel                  | Socialdemokratiet - 6 mandater            |
| Thomas Bak                   | Socialdemokratiet - 6 mandater            |
| Sabah Abid                   | Socialdemokratiet - 6 mandater            |
| Nina Strøm Tønnes            | Socialdemokratiet - 6 mandater            |
| Emil Viskum                  | Enhedslisten - 1 mandat                   |
| Øzdes Durukan                | Socialistisk Folkeparti - 1 mandat        |
| Esat Sentürk                 | Radikale Venstre - 1 mandat               |
| Lars Prier                   | Dansk Folkeparti - 1 mandat               |

| Udtrådt            | Indtrådt              | Parti                       | Dato            |
| ------------------ | --------------------- | --------------------------- | --------------- |
| Merete Scheelsbeck | Simon Bøtkjær Nielsen | Det Konservative Folkeparti | 23. august 2023 |

### Byråd 2014-2017
Byrådet 2014-2017 bestod af:
- Konservative (9 medlemmer): Michael Ziegler (Borgmester), Omer Ayub, Merete Scheelsbeck, John Bilenberg, Kurt Scheelsbeck, Jesper Kirkegaard, Laurids Christensen, Bjarne Kogsbøll og Jeanette Ingemann
- Socialdemokratiet (7 medlemmer): Thomas Bak (2. viceborgmester), Sabah Abid, Anne Mette Bak, Ekrem Günbulut, Hugo Hammel, Svend-Erik Hermansen og Sami Gökdemir
- Dansk Folkeparti (2 medlemmer): Lars Prier (1. viceborgmester) og Flemming Hansen
- Socialistisk Folkeparti (1 medlem): Conny Trøjborg Krogh
- Enhedslisten (1 medlem): Ole Hyldahl
- Venstre (1 medlem): Flemming Andersen

### Borgmestre[9]
| Navn                     | Parti                       | Periode   |
| ------------------------ | --------------------------- | --------- |
| Flemming Jensen          | Det Konservative Folkeparti | 1962-1978 |
| Per Søndergaard Sørensen | Socialdemokratiet           | 1978-1982 |
| Flemming Jensen          | Det Konservative Folkeparti | 1982-1983 |
| Ebbe Korvin              | Det Konservative Folkeparti | 1983      |
| Laurids Christensen      | Det Konservative Folkeparti | 1983-1986 |
| Anders Bak               | Socialdemokratiet           | 1986-2006 |
| Michael Ziegler          | Det Konservative Folkeparti | 2006-     |